# El otro (serie de televisión)
El otro es una serie de televisión de suspenso policial argentina emitida por la TV Pública. La serie narra la historia de Marcos, un cartero de 35 años, pesimista y cínico, que se ve involucrado en el robo de un banco y deberá demostrar que es inocente. Estuvo protagonizada por Guillermo Pfening, Alejandro Awada, Laura Azcurra, Gastón Soffritti, Lucas Ferraro y Víctor Laplace. Fue estrenada el 19 de mayo de 2015.

## Sinopsis
Marcos (Guillermo Pfening), es un cartero de 35 años cínico y pesimista, que se ve involucrado en un robo al Banco Pampeano en donde fue asesinado y luego de ser llevado a la morgue es revivido por Nazareno (Lucas Ferraro), un hombre con poderes inexplicables. Es así, que Marcos intenta recuperar su vida cotidiana, pero debe enfrentar una conspiración hecha en su contra, ya que la han plantado un arma y pruebas falsas que lo señalan como uno de los integrantes de la banda que orquestó el robo el mismo día que murió. De esta manera, Marcos junto con la ayuda de Nazareno decidirán investigar lo que realmente pasó en ese atraco para demostrar su inocencia.

## Elenco

### Principal
- Guillermo Pfening como Marcos Valenzuela.
- Alejandro Awada como César González.
- Laura Azcurra como Jéssica.
- Gastón Soffritti como Jonathan "Jony" Valenzuela.
- Lucas Ferraro como Nazareno.
- Víctor Laplace como Sergio Di Giulio.

### Secundario
- Manuel Vicente como Mario Sepúlveda.
- Mariano Argento como Carlos Lanaris.
- Jorge Nolasco como Pablo "Coca" Suárez.
- Graciela Pal como Teresa.
- Juan Bautista Greppi como Edimur "Garrote" Pereyra.
- Agustina Córdova como Natalia.

### Participaciones
- Verónica Hassan como Romina Mendoza.
- Mauricio Lavaselli como Fabián.
- Néstor Zacco como Norberto.
- Beatriz Dellacasa como Mamá de Jéssica.
- Gustavo Pardi como Fernando.
- Carlos Simón como Oficial Filici.
- Susana Varela como Ramona.
- Jerardo Peyrano como Rodolfo.
- Diego Mesaglio como "La Chancha".
- Ariel Pérez de María como Lucas Suárez.
- Fernando Caride como "El Gallego".

## Episodios
| N.º | Título    | Dirigido por      | Escrito por                                                           | Fecha de emisión original | Audiencia (millones) |
| --- | --------- | ----------------- | --------------------------------------------------------------------- | ------------------------- | -------------------- |
| 1   | «Marcos»  | Daniel De Felippo | Daniel De Felippo, Eduardo Navarta, Ariel Fernández y Julia Golluscio | 19 de mayo de 2015        | 0.9                  |
| 2   | «César»   | Daniel De Felippo | Daniel De Felippo, Eduardo Navarta, Ariel Fernández y Julia Golluscio | 20 de mayo de 2015        | 0.8                  |
| 3   | «Romina»  | Daniel De Felippo | Daniel De Felippo, Eduardo Navarta, Ariel Fernández y Julia Golluscio | 21 de mayo de 2015        | 0.9                  |
| 4   | «Garrote» | Daniel De Felippo | Daniel De Felippo, Eduardo Navarta, Ariel Fernández y Julia Golluscio | 26 de mayo de 2015        | 1.7                  |
| 5   | «Natalia» | Daniel De Felippo | Daniel De Felippo, Eduardo Navarta, Ariel Fernández y Julia Golluscio | 27 de mayo de 2015        | 1.4                  |
| 6   | «Coca»    | Daniel De Felippo | Daniel De Felippo, Eduardo Navarta, Ariel Fernández y Julia Golluscio | 28 de mayo de 2015        | —                    |
| 7   | «Sergio»  | Daniel De Felippo | Daniel De Felippo, Eduardo Navarta, Ariel Fernández y Julia Golluscio | 2 de junio de 2015        | —                    |
| 8   | «Jony»    | Daniel De Felippo | Daniel De Felippo, Eduardo Navarta, Ariel Fernández y Julia Golluscio | 10 de junio de 2015       | 1.2                  |

## Recepción

### Comentarios de la crítica
La serie recibió críticas medianamente positivas por parte de la prensa. Diego Batlle del diario La Nación otorgó a la ficción una calificación de regular, afirmando que la serie «más allá de cierta pericia narrativa, el resultado es caótico y desconcertante, más cercano a la bajada de línea de valores espirituales que al genuino disfrute cinematográfico». En cambio, el portal Television.com.ar valoró la ficción, comentado que se trata de «una apuesta que llama la atención, tanto por su simpleza en materia escénica como por la manera irreal de hacer terrenales mensajes milagrosos».